# Comandante (grado militare)
Comandante è un titolo generico utilizzato per indicare il rango di un militare che detiene il comando di un reparto o una unità militare di una qualsiasi Forza armata, come pure di una fortezza o di un altro tipo di struttura o installazione militare. Nelle marine militari di cultura e tradizione anglosassone, come ad esempio quelle di Regno Unito, Stati Uniti, Australia, India, Nuova Zelanda etc, esso è un preciso grado, che non va confuso con il capitano (captain), a cui è subordinato.

## Regno Unito
Nella Royal Navy del Regno Unito, il grado di comandante (in inglese commander) corrisponde nella Marina Militare Italiana al grado di capitano di fregata. Il grado di commander è superiore a quello di tenente comandante (ingl. lieutenant commander; equivalente nella Marina it. a capitano di corvetta, ossia il maggiore degli eserciti) ed inferiore a quello di capitano (ingl. captain); nelle altre forze armate britanniche e nel Corpo dei Royal Marines il grado corrispondente è tenente colonnello (ingl. lieutenant colonel).

### Commonwealth
Il grado è presente nelle Marine anglofone e del Commonwealth.

## Stati Uniti

### US Navy
Nella Marina militare e della Guardia costiera statunitensi il grado (STANAG NATO OF-4) corrisponde al grado di lieutenant colonel (tenente colonnello) dell'Esercito americano della US Air Force e del Corpo dei Marine. Il grado di comandante (in inglese commander) è superiore a quello di tenente comandante (ingl. lieutenant commander; equivalente nella Marina it. a capitano di corvetta, ossia il maggiore dell'esercito) ed inferiore a quello di capitano (ingl. captain). Un ufficiale con il grado di comandante della Marina degli Stati Uniti può assumere il comando di una fregata, di un cacciatorpediniere, di un sottomarino, o di uno squadrone aereo, di azioni a terra o può far parte dell'equipaggio di un vascello al comando di un capitano (col ruolo di primo ufficiale, ovvero di 2i/c = second in command = secondo in comando, detto anche executive officer, indicato con la sigla XO).

L'insegna per paramano dell'uniforme ordinaria invernale, la controspallina estiva e il fregio da colletto della US Navy.
L'insegna per paramano dell'uniforme ordinaria invernale, la controspallina estiva e il fregio da colletto della US Coast Guard.

### Esercito e Corpo dei Marine
Nello US Army e nello US Marine Corps, il termine "comandante" tradotto con il termine commandant è utilizzato per riferirsi all'ufficiale di alto rango sicuramente di grado superiore a colonnello quando in comando di un'unità complessa. Il termine "comandante" indicante il ruolo di ufficiali inferiori e/o ufficiali superiori comandanti di compagnia, comandanti di battaglione, comandanti di reggimento ecc. è tradotto in lingua inglese con il termine di commanding officer.

### Nelle forze di polizia
Il Los Angeles Police Department è stato uno dei primi dipartimenti di polizia americani ad utilizzare questo grado. Un comandante del LAPD è l'equivalente dell'Ispettore in altri dipartimenti statunitensi, tra cui il NYPD. Il Washington DC Metropolitan Police Department utilizza il grado del comandante, mettendolo tra quello dell'Ispettore e dell'Assistente capo. Nel Rochester Police Department, il grado del comandante è superiore a quello del capitano e inferiore a quello del Vice Capo, il grado è raggiungibile per nomina. Altri dipartimenti del Midwest utilizzano il grado al posto del tenente, tra quello del Sergente e quello di capitano o del Vice Capo.

## Unione Sovietica e Russia
Nella Marina Sovietica e poi in quella russa il grado corrispondente è Capitano di 2° rango.

## Italia
Nella Marina Militare e nel Corpo delle Capitanerie di Porto-Guardia Costiera, per Legge (ai sensi dell'art. 733, comma 4, del D.P.R. 90/2010, letto in combinato disposto con l'art. 8 delle preleggi al codice civile – approvate con R.D. 262/1942 – e con i fogli d'Ordini n° 60 del 28/07/1990 e n° 24 del 13/06/2001, che al citato art. 733 danno piena attuazione in forza del suddetto art. 8 delle preleggi), agli Ufficiali superiori (capitano di vascello, capitano di fregata, capitano di corvetta) spetta l'appellativo di Comandante anche se gli stessi non siano in comando, così come agli Ufficiali inferiori nel grado di tenente di vascello qualora siano in comando.
In inglese, per motivi di natura semantologica, il termine generico di "comandante", indicante non il grado ma la funzione espletata, è tradotto con il termine captain: ciò significa che anche un ufficiale di grado inferiore ai gradi di capitano, comandante e tenente comandante, se al comando di un mezzo navale o di una unità complessa, verrà indicato con l'appellativo di captain, ma in italiano sarà appellato "comandante" (e non "capitano", come traduzione vorrebbe; ciò, accade anche per gli ufficiali al comando di aeromobili e di navi civili, sulle quali il loro ufficiale comandante, in command, viene appellato con il termine captain). Quanto innanzi, per i non addetti ai lavori, crea spesso confusione fra gradi e appellativi usati nella lingua italiana e nella lingua inglese.
Vi è da rimarcare che la funzione di "comandante" su una nave militare di un paese anglofono, proprio per evitare confusione tra gradi e funzioni, viene indicata con la locuzione commanding officer, per la stessa funzione, sempre relativamente alla lingua inglese, su una nave civile si userà la locuzione master. In ogni caso, il maniera colloquiale, per disciplina e per rispetto, verso chi è in command ci si rivolgerà utilizzando sempre l'appellativo di captain.
Gli Ufficiali inferiori e subalterni nei gradi di tenente di vascello (che non ricoprano incarichi di comando), sottotenente di vascello e guardiamarina sono chiamati "signore" o "signora", o "signor" o "signora" seguiti dal cognome dell'Ufficiale.

## Estonia
Nella Eesti merevägi, la marina militare dell'Estonia il grado è Kaptenleitnant, letteralmente Tenente capitano, corrispondente al Capitano di fregata della Marina Militare italiana.

## Finlandia
Nella Suomen merivoimat, la marina militare della Finlandia, il grado è Komentaja/Kommendör, secondo la dizione finlandese o svedese, letteralmente Comandante capitano, corrispondente al Capitano di fregata della Marina Militare Italiana.

## Francia
In Francia il grado di commandant delle forze armate francesi corrisponde al maggiore dell'Esercito Italiano e dell'Aeronautica Italiana. Il grado è usato nell'Armée de l'air e nell'Armée de terre dove è affiancato al grado di Chef de bataillon, usato per i comandanti di battaglioni di fanteria, mentre le unità di cavalleria, blindate o di artiglieria utilizzano l'equivalente grado di "Chef d'escadron" ("Capo di squadrone") e nella Marine nationale il grado omologo è Capitaine de corvette.

## Paesi Bassi
Nella Koninklijke Marine il grado di commandeur ovvero "comandante", in uso nella marina olandese dal XVI secolo, veniva utilizzato per varie posizioni, quali ad esempio, l'ufficiale in comando di una piccola nave o in seguito anche per il comandante di una piccola formazione navale.
Dal 1955 commandeur divenne il grado di ufficiale di bandiera più basso della Marina, omologo al Commodore della Royal Navy e al Retroammiraglio (metà inferiore) della US Navy. Nella gerarchia militare della Koninklijke Marine il grado è compreso tra il "capitano di mare", corrispondente al Captain delle marine anglosassoni, e Scolta di notte (olandese: schout-bij-nacht), grado corrispondente al retroammiraglio della Royal Navy e al Retroammiraglio (metà superiore) della US Navy.

## Polonia
Nella Marynarka Wojenna, similmente alla Marina Militare Italiana, gli ufficiali superiori sono chiamati Komandor. Il grado più alto è Komandor, omologo del Capitano di vascello della Marina Militare, seguito dai gradi di komandor porucznik (tenente comandante) e komandor podporucznik (sottotenente comandante) che hanno come omologo italiano rispettivamente i gradi di capitano di fregata e capitano di corvetta. Il grado superiore a Komandor' è contrammiraglio (Polacco: kontradmirał).
| Codice NATO                 | OF-6            | OF-5                 | OF-4                | OF-3                  | OF-2                |
| --------------------------- | --------------- | -------------------- | ------------------- | --------------------- | ------------------- |
| Marynarka Wojenna           |                 |                      |                     |                       |                     |
| Polacco                     | kontradmirał    | komandor             | komandor porucznik  | komandor podporucznik | kapitan marynarki   |
| Abbreviazione               | kadm.           | kmdr.                | kmdr por.           | kmdr ppor.            | kpt.mar.            |
| equivalente Marina Militare | Contrammiraglio | Capitano di vascello | Capitano di fregata | Capitano di corvetta  | Tenente di vascello |
|                             |                 |                      |                     |                       |                     |

## Spagna
Il grado di comandante nelle Fuerzas Armadas de España corrisponde al maggiore dell'Esercito Italiano e dell'Aeronautica Italiana. Il grado è usato nell'Ejército de Tierra e nell'Ejército del Aire. Nella Armada Española il grado omologo è Capitan de corbeta.